# Апостолическо поклонничество на папа Франциск в Северна Македония
Апостолическото поклонничество на папа Франциск в Северна Македония е първото посещение на глава на Римокатолическата църква в страната. Папата пристига на еднодневно посещение в Северна Македония на 7 май 2019 година по покана на католическата църква в Северна Македония и на държавното ѝ ръководство след двудневна визита в България.

## Логото и мотото за визитата в Северна Македония
Логото на апостолическото пътуване включва цветовете на Северна Македония и нейното знаме, представляващи пристигането на благославящия папа Франциск. На фона е изобразена традиционната женска дреха в Индия, сари, на Майка Тереза и синият цвят, който я характеризира, използвани като символ. Град Скопие е родното място на основателката на Мисионерките на Милосърдието, а мотото на визитата е: „Не бой се, малко стадо“ (Лука 12, 32).

## Програма
В Скопие папа Франциск се среща с президента Георге Иванов и министър-председателя Зоран Заев във вилата „Водно“ и прави кратко обръщение. След това посещава и Мемориалния дом „Майка Тереза“. При изключителни мерки за сигурност на площад „Македония“ е отслужена света литургия, на която присъстват и граждани на Хърватия, Албания, Косово и други страни. Следобед, преди да отпътува, папата провежда икуменическа и междурелигиозна среща с младите хора в католическата катедрала „Пресвето сърце Исусово“, а след това със свещениците и техните семейства.